# Leberecht Arendt
Karl August Fürchtegott Leberecht Arendt (* 22. August 1837 in Groß Krebs; † 2. Oktober 1910 in Berlin) war Beamter, Domänenpächter und Mitglied des Deutschen Reichstags.

## Leben
Arendt besuchte das Löbenichtsche Realgymnasium in Königsberg und absolvierte eine landwirtschaftliche Lehrzeit. Von 1862 bis 1883 war er Gutsbesitzer in Langallen, Kreis Ragnit, seit 1884 Königlicher Domänenpächter und Oberamtmann in Spannegeln, Kreis Labiau. Weiter war er ab 1889 Amtsvorsteher, Kreisausschussmitglied, Kreistaxator und landwirtschaftlicher Sachverständiger. Vom 1. April 1860 bis 1. April 1861 war er Einjährig-Freiwilliger beim Kronprinz Grenadier-Regiment in Königsberg und 1866 und 1870/71 Unteroffizier bzw. Vize-Feldwebel der Reserve.
Von 1898 bis 1908 war er Mitglied des Preußischen Abgeordnetenhauses und ab 1907 war er Mitglied des Deutschen Reichstags für den Wahlkreis Reichstagswahlkreis Regierungsbezirk Königsberg 2) und die Deutschkonservative Partei.